# Signorina Effe
Signorina Effe è un film del 2007 diretto da Wilma Labate. 
Il film, di genere drammatico e di produzione italiana, è stato ispirato dal documentario Signorina Fiat di Giovanna Boursier.

## Trama
Emma Martano, nata da famiglia operaia di origine meridionale trapiantata a Torino, è impiegata alla FIAT nel settore informatico. Ha lavorato fin da piccola per cercare di emanciparsi, ora sta per laurearsi in matematica ed è prossima a sposare Silvio, un dirigente dell'azienda torinese, vedovo, con una figlia. È il settembre 1980, la FIAT annuncia che licenzierà quindicimila operai ed ha inizio il lungo durissimo sciopero che durerà 35 giorni. Nello sciopero conosce Sergio, operaio con il quale vive un'intensa ma breve storia d'amore. Questo flirt destabilizzerà i suoi propositi di scalata sociale ed emancipazione, nonché di matrimonio.

## Riconoscimenti
- 2008 - David di Donatello
  - Candidatura Migliore attrice protagonista a Valeria Solarino
  - Candidatura Miglior attrice non protagonista a Sabrina Impacciatore
- 2008 - Nastro d'argento
  - Candidatura Migliore soggetto a Wilma Labate, Francesca Marciano e Carla Vangelista
  - Candidatura Migliore montaggio a Francesca Calvelli